# Phylloxera radicicola
Phylloxera radicicola är en insektsart. Phylloxera radicicola ingår i släktet Phylloxera och familjen dvärgbladlöss. Inga underarter finns listade i Catalogue of Life.